# Durach
Durach est une commune de Bavière (Allemagne), située dans l'arrondissement d'Oberallgäu, dans le district de Souabe.